# Marktplatz (Ludwigsburg)

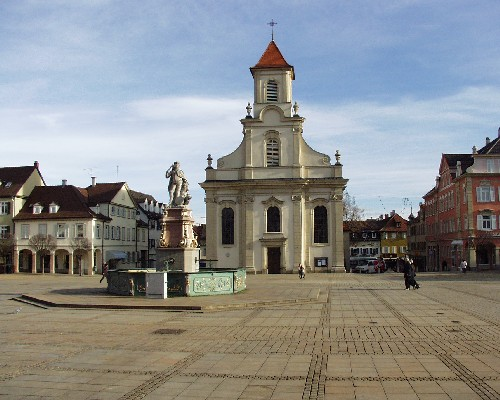
Der Ludwigsburger Marktplatz mit Marktbrunnen mit Status des Stadtgründers Herzog Eberhard Ludwig und der katholischen Kirche zur Heiligsten Dreieinigkeit (2005)

Der Marktplatz im baden-württembergischen Ludwigsburg ist ein barocker Platz im Zentrum der Stadt. 

## Beschreibung

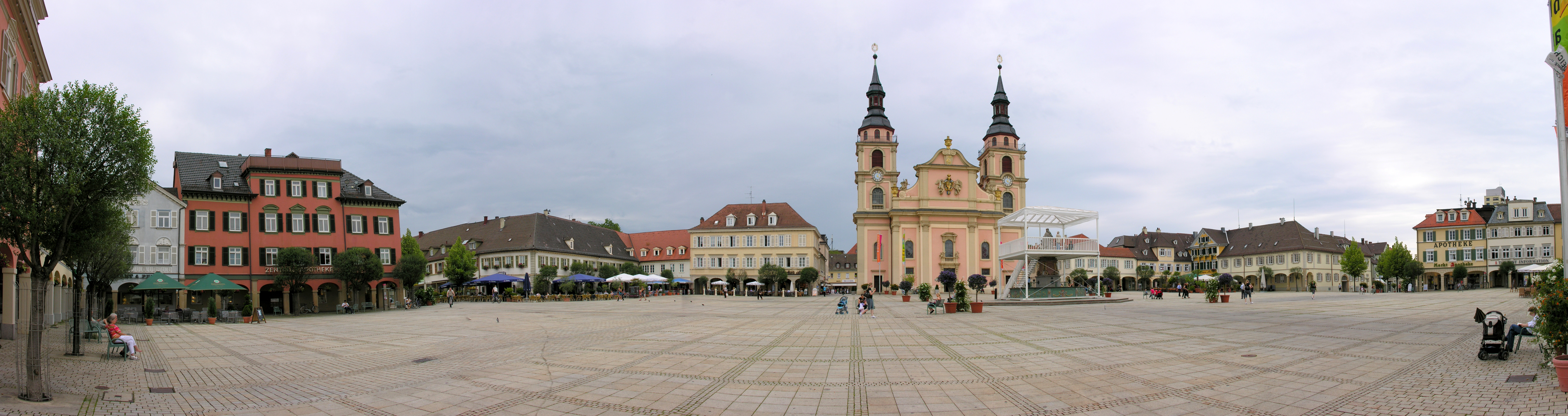
Panorama des Marktplatzes mit evangelischer Stadtkirche (2009)

Gestaltet wurde der Marktplatz im 18. Jahrhundert von dem Italiener Donato Giuseppe Frisoni. Er wird begrenzt von Arkadenhäusern sowie den einander gegenüberstehenden Kirchen, der Katholischen Kirche zur Heiligsten Dreieinigkeit im Osten und der evangelischen Stadtkirche im Westen. Aus jeder der vier Himmelsrichtungen hat der Platz einen Zugang. Seine Maße betragen ungefähr 110 Meter in Süd-Nord-Richtung und 80 Meter in West-Ost-Richtung. Im Zentrum des Platzes befindet sich der Marktbrunnen mit einer Statue des Stadtgründers Herzog Eberhard Ludwig. Das Geburtshaus Friedrich Theodor Vischers befindet sich am Marktplatz, gleich nördlich der evangelischen Stadtkirche.
Zu den weiteren Gebäuden am Marktplatz, siehe: Liste der Kulturdenkmale in Ludwigsburg.

## Nutzung
Als zentraler Platz Ludwigsburgs wird er für unterschiedliche Veranstaltungen wie beispielsweise dem Barockweihnachtsmarkt oder der Venezianischen Messe genutzt. Im Erdgeschoss der Arkadenhäuser sind Gastronomiebetriebe und Einzelhandelsgeschäfte untergebracht.
Des Weiteren findet auf dem Marktplatz mehrmals pro Woche der Ludwigsburger Wochenmarkt statt.